# Armascirus cyaneus
Armascirus cyaneus är en spindeldjursart som beskrevs av Kalutz 2009. Armascirus cyaneus ingår i släktet Armascirus och familjen Cunaxidae. Inga underarter finns listade i Catalogue of Life.